# Chetogena noera
Chetogena noera là một loài ruồi trong họ Tachinidae.